# 池上彰が教えたい!『実は…のハナシ。』
『池上彰が教えたい!『実は…のハナシ。』』（いけがみあきらがおしえたい じつはのハナシ）は、日本テレビ系列で2017年から不定期で放送されている教養バラエティ特別番組であり、池上彰の冠番組である。

## 概要
本番組は、池上が話題のニュースについて解説し、日本の今と未来について学ぶことができるといった教養バラエティ番組である。

## 出演者
- 池上彰（ジャーナリスト）
- 加藤綾子（フリーアナウンサー）

## 放送リスト
| 回 | 放送日                  | 放送時間（JST） | ゲスト                                                               | 備考                                                                                               |
| -- | ----------------------- | --------------- | -------------------------------------------------------------------- | -------------------------------------------------------------------------------------------------- |
| 1  | 2017年6月15日（木曜日） | 19:00 - 20:54   | ヒロミ、松嶋尚美、山里亮太、渡部陽一、春香クリスティーン、髙橋ひかる | |
| 2  | 2018年8月9日（木曜日）  | 19:00 - 20:54   | 鈴木梨央、つるの剛士、堀田茜、山里亮太                               | 当初は8月2日の予定だったが、7月12日放送予定だった『衝撃のアノ人に会ってみた!』がスライドしたため。 |

## スタッフ
- 統括：後藤全孝（AXON）
- 構成：川崎良、岡本隆
- ナレーター：杉本るみ、服部伴蔵門
- TM：小和瀬達也
- SW：村松明
- CCAM：渡辺滋雄
- CAM：榎本丈之（第2回）
- MIX：中村宏美（第2回）
- VE：八木一夫
- LD：藤山真緒（第2回）
- 美術プロデューサー：牧野沙和
- デザイン：平岡真穂
- 大道具：鎌田直毅（第2回）
- 小道具：辻光久（第2回）
- 電飾：中西麻美（第2回）
- メイク：外山奈津子（第2回）
- TK：山際慎子
- イラスト：村田唯
- FM：岩永岳大、宮脇航志郎
- 写真提供(第2回)：アフロ
- 撮影：草柳徹也（第2回）、坂本聡
- コーディネーター：吉川菜津（第1回はCo）、井上イネッサ、孫芮嘉（井上以降→第2回）
- 音楽効果：加藤久喜
- 編集：馬場勝、宇田川健（宇田川→第2回）
- EED：西垣安武
- MA：浜口崇
- 編成：長田宙（第2回）
- 宣伝：細川恵里（第2回）
- 営業：中瀬真生（第2回）
- 国際部(第2回)：正田千瑞子、横内郁麿
- AD：髙橋亨、和田弘江、有坂丈典（オフィスて・ら）、神田直也（キールスタッフィング）（和田以降→第2回）
- AP(第2回)：岡部真弓（AXON）
- ディレクター：山内豪（オフィスて・ら）、佐久間務（テレコムスタッフ）、江口真也（AXON、第1回はDSS）、羽根井信英（テレコムスタッフ）、李玉美（テレコムスタッフ）、鈴川裕也（佐久間・李以外→第2回）
- スタジオD：星道（AXON）
- プロデューサー：松橋裕（AXON、第2回）、角田誠二（テレコムスタッフ）、伊藤実枝子（AXON）
- 総合演出：千野克彦（フリー）
- 制作協力：AXON、テレコムスタッフ
- プロデューサー：向後淳
- チーフプロデューサー：尾崎浩行（第2回）
- 製作著作：日本テレビ

### 過去のスタッフ
全員第1回のみ
- 監修：髙英起、宮塚利雄
- CAM：三井隆裕
- MIX：宮内貞
- LD：加藤恵介
- CG：筒井公太
- 大道具：山田俊広
- 小道具：清水綾乃
- 電飾：佐久間康仁
- メイク：有村美咲
- 撮影：松永朋広、ユ・ソンギュン
- Co：深作真紀、ハン・ヨジン、喜多あおい
- 編集：瀬戸山真也、長谷川康友、江田泰二
- 編成：吉田絵
- 宣伝：村上淳一
- 営業：梶本眞子
- 営業推進：樺山智美
- AD：関岡央真、大久保彩花
- ディレクター：武村友香、岡部統行（岡部→ドキュメンタリージャパン）
- プロデューサー：梅木顕（AXON）、根岸弓（テレコムスタッフ）
- チーフプロデューサー：小谷野俊介